# Roger William Bede Vaughan
Roger William Vaughan, in religione Bede (Courtfield, 9 gennaio 1834 – Ince Blundell, 17 agosto 1883), è stato un arcivescovo cattolico britannico, 2º arcivescovo metropolita di Sydney dal 16 marzo 1877 fino alla morte.

## Biografia

### Origini familiari
Roger William Vaughan nacque il 9 gennaio 1834 nella tenuta paterna di Courtfield, contea di Herefordshire e vicariato apostolico del Distretto occidentale (oggi nell'arcidiocesi di Cardiff-Menevia), nel Regno Unito di Gran Bretagna e Irlanda (oggi Regno Unito di Gran Bretagna e Irlanda del Nord); era il secondo dei 14 figli del tenente colonnello John Francis Vaughan (1808 – 1880), figura di spicco della contea, e della sua prima moglie Elizabeth Louise Rolls (1810 – 1853), nata anglicana ma convertitasi al cattolicesimo.
I Vaughan erano una delle più antiche e nobili famiglie ricusanti di origine gallese in Inghilterra, sopravvissuti grazie al possesso della tenuta di Courtfield; la crescita della tolleranza religiosa permise loro di riprendere una lunga tradizione di leadership nella Chiesa e nello Stato. Il suo prozio Thomas Weld fu il primo cardinale inglese dalla Riforma protestante, diversi zii e cugini erano sacerdoti e vescovi, e suo cugino Sir Frederick Weld fu un importante politico in Australia e Nuova Zelanda. Invece la famiglia materna, che poi verrà nobilitata, era di ceto imprenditoriale e divenne in seguito famosa per aver fondato la casa automobilistica Rolls-Royce Limited. Tutte e 5 le sue sorelle si fecero suore e 5 dei suoi fratelli divennero sacerdoti, compreso il suo unico fratello maggiore Herbert, futuro cardinale, ed il suo ultimo fratello minore John, altro futuro vescovo; solo gli altri 3 fratelli si sposarono.

### Formazione e ministero sacerdotale
All'età di sei anni, nel 1840 venne mandato in un collegio a Monmouth, dove sarebbe dovuto rimanere per tre anni, ma la sua salute si rivelò delicata e sua madre decise di riportarlo a casa, dove fu istruito privatamente in un'atmosfera profondamente religiosa. Era probabilmente affetto da cardiopatia congenita, condizione che lo accompagnò per il resto della vita, ma quando le sue condizioni fisiche migliorarono, nel settembre 1850 fu inviato al St Gregory's College di Stratton-on-the-Fosse, dove studiò sotto la direzione dei monaci benedettini con sede nella vicina abbazia di Downside. Quando sua madre morì nel 1853 per le conseguenze del suo quattordicesimo parto, cominciò ad interrogarsi sulla propria vocazione religiosa ed il 12 settembre di quell'anno vestì l'abito benedettino prendendo il nome religioso di Bede; emise la professione solenne il 5 ottobre 1854. Nel 1860 suo padre sposò in seconde nozze la lontana cugina Mary Charlotte Weld (1820 – 1880), con cui ebbe un figlio ed una figlia che però morirono poco dopo la nascita.
Nel 1855, su richiesta ed a spese del padre, si trasferì a Roma, capitale dello Stato Pontificio, dove ricevette gli ordini minori e continuò gli studi nell'abbazia di San Paolo fuori le mura sotto la guida dello studioso e riformatore italiano Angelo Zelli-Jacobuzzi, rimanendovi per quattro anni; qui venne influenzato dal revival della filosofia tomista, ma diffidava delle principali tendenze della filosofia e della teologia tedesche. Terminato il percorso, ricevette l'ordinazione sacerdotale il 9 aprile 1859, nella basilica di San Giovanni in Laterano, per imposizione delle mani del cardinale Costantino Patrizi Naro, vicario generale di Sua Santità per la diocesi di Roma.
Quattro mesi dopo, ad agosto tornò a Downside, dove cominciò il lavoro parrocchiale e l'insegnamento scolastico, e nel 1861 fu nominato professore di metafisica e filosofia morale dell'abbazia di Belmont. Nel 1862 fu eletto priore del Capitolo diocesano di Newport e Menevia, venendo poi rieletto nel 1866 e nel 1870, e divenne priore di Belmont: qui si distinse per "l'entusiasmo e il fervore sia del personale che degli studenti"; esercitò una profonda influenza su una generazione di monaci, sebbene lamentasse la mancanza di sostegno finanziario da parte dei maggiori monasteri ed il loro richiamo a maestri di scuola dei "monaci mezzi formati". 
All'inizio degli anni 1860 fu in contatto con alcuni cattolici liberali, come Lord Acton, associato alla Home and Foreign Review, e contribuì al Dublin Review. Si oppose alla frequentazione dei cattolici alle università di Oxford e Cambridge poiché temeva che ciò avrebbe distrutto la tradizione cattolica inglese. Convinto che il tomismo fosse il cristianesimo "nella sua forma scientifica", pubblicò la sua opera letteraria più importante, i due volumi della Life of St Thomas of Aquin, la prima biografia in lingua inglese di Tommaso d'Aquino, sui quali aveva lavorato disperatamente tra il 1871 ed il 1872.
Pur sembrando completamente sicuro di sé, suo fratello Herbert credeva che fosse "molto impressionabile, di sentimenti così forti [e] di così poca conoscenza del mondo". In particolare, nel 1867 il fratello maggiore temeva che corresse il rischio di perdere il controllo dei "suoi sentimenti immensamente forti" nell'amicizia con la vedova Lady Herbert di Lea, che somigliava a sua madre; ma uscì da questa crisi emotiva più forte, più saggio e più maturo.

### Ministero episcopale

#### Arcivescovo coadiutore di Sydney
Nel 1866 incontrò per la prima volta John Bede Polding, O.S.B., arcivescovo metropolita di Sydney, che si trovava in Inghilterra per una visita: avendo notate le abilità del giovane abate Vaughan, fece richiesta alla Santa Sede affinché venisse nominato suo coadiutore, ma senza successo; rinnovò la richiesta nel 1871 e nel 1872, riuscendo ad ottenere anche l'appoggio del cardinale Manning, che condivideva il desiderio del governo britannico di nominare un inglese. Vaughan riuscì a placare l'iniziale riluttanza quando si rese conto del suo malcontento a Belmont.
Il 28 febbraio 1873 papa Pio IX lo nominò, trentanovenne, arcivescovo coadiutore con diritto di successione di Sydney assegnandogli contestualmente la sede titolare di Nazianzo. Ricevette la consacrazione episcopale il 19 marzo successivo, nella chiesa St Vincent de Paul a Liverpool, per imposizione delle mani del cardinale Henry Edward Manning, arcivescovo metropolita di Westminster, assistito dai co-consacranti Robert Cornthwaite, vescovo di Beverley, e James Chadwick, vescovo di Hexham e Newcastle; insieme a lui, venne ordinato anche Bernard O'Reilly, vescovo di Liverpool. Come suo motto episcopale scelse Simplices sicut pueri sagaces sicut serpentes, che tradotto vuol dire "Semplici come i bambini, intelligenti come i serpenti". Arrivò a Sydney il 16 dicembre dello stesso anno sulla nave Nubia.
Gli altri vescovi del Nuovo Galles del Sud erano irlandesi e non erano riusciti a prevenire "la calamità" di un'altra nomina inglese, visto che la loro protesta a Roma non ebbe successo. In effetti avevano molto in comune con lui nell'atteggiamento nei confronti del governo e della disciplina della Chiesa e dell'educazione. Per Vaughan, Polding era una reliquia e un simbolo del vecchio movimento benedettino che aveva cercato di riformare. Concludendo rapidamente che i benedettini coloniali provenienti dal St Mary's College di Lyndhurst erano "morti e marci" e che l'unica speranza era la fondazione di una nuova Belmont, raccomandò la secolarizzazione in un feroce rapporto a Roma e lo chiuse nel 1877.
Vaughan scoprì che Polding aveva "lasciato che le cose andassero terribilmente al seme e al disordine", sia finanziariamente che nelle condizioni del clero. Chiese pieni poteri come amministratore e vicario generale, ma Polding impedì i rapporti con le diocesi suffraganee e la pianificazione di grandi iniziative. Per questo motivo, si dedicò subito a tre importanti progetti: l'organizzazione delle finanze diocesane, l'istruzione dei bambini cattolici attraverso l'ampliamento delle strutture educative ed il completamento della cattedrale.
Nel 1874 organizzò la sua elezione a rettore del St John's College presso l'Università di Sydney, dove decise di risiedere. Trovandolo "una rovina senza uno studente", sperava di farne il centro per l'educazione sia di un'élite laica che di un clero autoctono; introdusse una regolare formazione teologica part-time per il clero, che era principalmente irlandese.
Figura alta ed imponente, viveva in modo molto semplice, in un appartamento piuttosto modesto, ed aveva pochi amici personali. Ciò non significa che fosse in qualche modo impopolare, anzi il contrario: sebbene erudito ed in qualche modo abbastanza austero, in tutte le sue visite nel Paese fu accolto con entusiasmo sia dal clero che dai laici, attirando anche le curiosità dei non cattolici. Credendo che nelle colonie non ci fosse posto per la "frigidità lucida" e che il pubblico coloniale fosse "un normale gruppo di rinoceronti", adattò consapevolmente il suo stile, anche se spesso ebbe come risultati verbosità e un eccessivo affidamento su "frasi risonanti, ridicole e umorismo", sebbene fosse un predicatore popolare. A partire dal 1876 si dilettò in polemiche pubbliche, replicando con forza alle affermazioni del vescovo anglicano Frederic Barkerin in quattro "Conferenze dell'Avvento" che hanno attirato migliaia di persone alla procattedrale di St Mary.
Si impegnò per combattere alcune controversie che infuriarono durante il suo periodo, ad esempio quando nel 1876 entrò in conflitto con la Massoneria in relazione ad un discorso pronunciato il 9 ottobre all'apertura della sede della gilda cattolica a Sydney e pubblicato con il titolo Hidden Springs; accusò i massoni di una cospirazione per sovvertire la religione e prendere il controllo del sistema educativo. Altre pubblicazioni includevano Christ and His Kingdom (1878), e due serie di Lenten lectures Arguments for Christianity (1879) e Christ's Divinity (1882).

#### Arcivescovo metropolita di Sydney
Il 16 marzo 1877, giorno della morte dell'ottantaduenne monsignor Polding, che aveva guidato la sede per ben trentacinque anni, succedette per coadiutoria come arcivescovo metropolita di Sydney all'età di quarantatré anni. In seguito prese possesso dell'arcidiocesi durante una cerimonia svoltasi nella cattedrale di St Mary a Sydney ed il 13 gennaio 1878 ricevette il pallio, simbolo di comunione tra la Santa Sede ed il metropolita. Poco dopo lasciò l'incarico di rettore del St John's College, ma il suo interesse per questa istituzione non venne mai meno.
Tra il 1874 ed il 1875 aveva indagato sulle presunte indiscrezioni riguardanti Thomas Timothy O'Mahony, vescovo di Armidale, e aveva riferito che avrebbe dovuto dimettersi. James Quinn, vescovo di Brisbane, intervenne ed il caso inasprì i rapporti tra i vescovi; minò anche la capacità di Vaughan di concertare una politica educativa e pianificare un sinodo riformatore; ma il suo giudizio fu confermato da Roma nonostante l'opposizione del vescovo Francis Patrick Moran, che poi gli sarebbe succeduto. Tra il 1878 ed il 1879, fu quindi amministratore apostolico della diocesi di Armidale e, determinato a disfare "la massoneria irlandese", influenzò la nomina dell'italiano Elzeario Torreggiani, O.F.M.Cap. come successore di O'Mahony. Gli fu affidato anche "l'odioso compito" di indagare sulle denunce contro Quinn; raccomandò la nomina di un coadiutore con diritti di successione, ma Quinn morì nel 1881 e suo fratello Matthew Quinn, vescovo di Bathurst, accusò Vaughan di averlo perseguitato fino alla tomba.
Si espresse con vigore sulla questione dell'istruzione, avendo giudicato l'educazione confessionale del Nuovo Galles del Sud sulla difensiva, e concluse che ci sarebbe stata un'istruzione laica "senza Dio" alla fine, quindi i cattolici avrebbero dovuto prepararsi a organizzare il proprio sistema con le proprie risorse. Pronto a prendere l'iniziativa per risvegliare i cattolici con "un piccolo terremoto", Vaughan fu ostacolato dai diffidenti vescovi delle diocesi vicine. Durante il suo episcopato diede avvio alla fondazione del St Patrick's Seminary di Manly, la cui costruzione iniziò subito dopo la sua morte. Di fronte ai piani per le scuole di grammatica statali e alla formazione della coalizione dei politici Henry Parkes e John Robertson, fu felice quando il vescovo Matthew Quinn si offrì nell'aprile 1879 di collaborare. Una riunione dei vescovi a maggio incaricò Vaughan di redigere una pastorale comune; pubblicata in luglio Catholic Education, condannò le scuole fondate su principi "laici" come "piante seminali di futura immoralità, infedeltà e illegalità" e scatenò un feroce conflitto settario che aiutò Parkes ad abolire gli aiuti di Stato nel 1882. Vaughan giustamente credeva che la pastorale fosse l'occasione e non la causa della legge sull'istruzione pubblica del 1880.
Emise altre cinque lettere pastorali nei sei mesi successivi, parlando costantemente in difesa dei diritti dei cattolici e, godendo di "veri combattimenti pubblici in piedi", provocò Parkes a bollarlo come "sedizioso". Nel 1880 Vaughan acquistò il Catholic Times da Joseph Graham O'Connor e lo pubblicò come Express per provocare personalmente i suoi avversari. Nell'organizzare un sistema educativo poteva basarsi sulla sana amministrazione finanziaria che aveva introdotto, ma gli insegnanti di religione erano essenziali. Aveva ben presto instaurato buoni rapporti con i Fratelli maristi delle scuole e nel 1877 invitò la Compagnia di Gesù ad aprire scuole secondarie; dal 1878 fornì il gradito patrocinio a madre Mary MacKillop, fondatrice delle Suore di San Giuseppe del Sacro Cuore di Gesù, nei suoi problemi con i fratelli vescovi Quinn. Nel 1873-83 il numero delle scuole e degli alunni raddoppiò; nel 1883 12.500 dei 15.200 bambini cattolici di Sydney erano nel sistema.
Sperimentò una grande resistenza della gerarchia e del clero cattolico in gran parte irlandese in Australia, che sosteneva una chiesa basata sul modello devozionale, penitenziale e autoritario immaginato dal cardinale irlandese Paul Cullen. Nonostante le politiche dichiarate del Catholic Emancipation Act del 1829, la maggior parte del clero irlandese si era formato al St Patrick's College di Maynooth, dove erano stati educati a capire che i raffinati vescovi cattolici inglesi lavoravano in termini settari e atavici. Sentivano anche fortemente che la forma di chiesa sostenuta dai benedettini era meno adatta alla maggior parte degli aderenti cattolici irlandesi rispetto alla forma cullenista.
Le dure leggi penali del XVIII secolo dei parlamenti irlandesi dell'epoca, di ascendenza britannica e anglo-irlandese, e le lotte religiose settarie dopo lo Act of Supremacy 1558 avevano alimentato un profondo risentimento tra alcuni dei coloni irlandesi e inglesi. Le conseguenze della dissoluzione dei monasteri durante la Riforma protestante lo avevano lasciato profondamente impegnato nella visione primaria del ripristino del monachesimo nei paesi di lingua inglese come questa nuova chiesa in Australia.
Questa non era una visione che gli autori della rinnovata forma devozionale autoritaria del cattolicesimo in Irlanda avevano previsto per la diaspora cattolica irlandese in Australia, Nuova Zelanda o America del Nord. L'Irlanda era riuscita a preservare una serie di fondazioni monastiche pre-Riforma ed aveva fondato il Pontificio collegio irlandese a Roma. Questa fu una battaglia ideologica che combatté attraverso il suo episcopato, il cui esito non sarebbe stato in gran parte determinato fino alla nomina del suo successore, il cardinale Francis Patrick Moran, nipote di Paul Cullen e devoto alla sua visione.
Rendendosi conto che l'istruzione avrebbe ora dominato le finanze della Chiesa, Vaughan fece un grande sforzo per completare una porzione utilizzabile della nuova cattedrale di St Mary prima che tutti gli aiuti statali finissero nel 1882. Per completare il progetto dell'architetto William Wardell, raccolse quasi £ 30.000 in due anni e mezzo, scrivendo circa 3000 lettere personali. Dedicò la nuova cattedrale l'8 settembre, ma sotto lo sforzo fisico del lavoro incessante la sua salute si stava rapidamente deteriorando. Aveva viaggiato costantemente in tutta l'arcidiocesi fino a Brisbane in visite pastorali. Verso la fine del 1882 annunciò che avrebbe compiuto una visita ad limina apostolorum a Roma con l'intenzione di reclutare insegnanti religiosi e pianificare un sinodo alla fine dell'anno successivo.
Il 19 aprile 1883 lasciò Sydney. Passò per l'America, arrivando a Liverpool il 16 agosto seguente e poco dopo arrivò nella tenuta di campagna di Ince Blundell, sede dei suoi parenti Weld-Blundell; qui morì nel sonno, a causa di problemi cardiaci, la notte tra il 17 ed il 18 agosto e, dopo i solenni funerali, fu sepolto nella tomba di famiglia. L'amministratore diocesano inviò un telegramma chiedendo che fosse sepolto a Sydney, ma sorsero alcune difficoltà. Le sue spoglie furono traslate nella chiesa di St Michael a Belmont nel 1887, dove era stato abate, e trasferite infine nella cripta della cattedrale di St Mary nell'agosto 1946, sotto la stessa volta dove era stato sepolto il suo predecessore Polding. Nelle sue disposizioni testamentarie, lasciò il residuo della sua proprietà, valutata per l'omologazione a £ 61.828, al suo successore.

## Genealogia episcopale e successione apostolica
La genealogia episcopale è:
- Cardinale Scipione Rebiba
- Cardinale Giulio Antonio Santori
- Cardinale Girolamo Bernerio, O.P.
- Arcivescovo Galeazzo Sanvitale
- Cardinale Ludovico Ludovisi
- Cardinale Luigi Caetani
- Cardinale Ulderico Carpegna
- Cardinale Paluzzo Paluzzi Altieri degli Albertoni
- Cardinale Gaspare Carpegna
- Cardinale Fabrizio Paolucci
- Cardinale Francesco Barberini
- Cardinale Annibale Albani
- Cardinale Federico Marcello Lante Montefeltro della Rovere
- Vescovo Charles Walmesley, O.S.B.
- Vescovo William Gibson
- Vescovo John Douglass
- Vescovo William Poynter
- Vescovo Thomas Penswick
- Vescovo John Briggs
- Arcivescovo William Bernard Ullathorne, O.S.B.
- Cardinale Henry Edward Manning
- Arcivescovo Roger William Bede Vaughan, O.S.B.

La successione apostolica è:
- Vescovo Alphonse-Hilarion Fraysse, S.M. (1880)
- Vescovo Giovanni Cani (1882)
- Arcivescovo Robert Dunne (1882)

## Ascendenza
|                                                   |                          |                                   | Genitori                                  |  |  | Nonni |  |  | Bisnonni                      |  |  | Trisnonni                     |  |
|                                                   |                          |                                   |                                           |  |  |       |  |  | William Vaughan (1740 – 1796) |  |  | Richard Vaughan (1708 – 1795) |  |
|                                                   |                          |                                   |                                           |  |  |       |  |  | William Vaughan (1740 – 1796) |  |  | Richard Vaughan (1708 – 1795) |  |
|                                                   |                          | …                                 |                                           |  |  |       |  |  | William Vaughan (1740 – 1796) |  |  |                               |  |
| William Michael Thomas John Vaughan (1781 – 1861) |                          |                                   |                                           |  |  |       |  |  | William Vaughan (1740 – 1796) |  |  |                               |  |
|                                                   |                          | …                                 | …                                         |  |  |       |  |  |                               |  |  |                               |  |
|                                                   |                          | …                                 | …                                         |  |  |       |  |  |                               |  |  |                               |  |
|                                                   |                          | …                                 | …                                         |  |  |       |  |  |                               |  |  |                               |  |
| John Francis Vaughan (1808 – 1880)                |                          | …                                 |                                           |  |  |       |  |  |                               |  |  |                               |  |
|                                                   |                          | Thomas Weld (1750 – 1810)         | Edward Weld (1705 – 1761)                 |  |  |       |  |  |                               |  |  |                               |  |
|                                                   |                          | Thomas Weld (1750 – 1810)         | Edward Weld (1705 – 1761)                 |  |  |       |  |  |                               |  |  |                               |  |
|                                                   |                          | Thomas Weld (1750 – 1810)         | Mary Theresa Vaughan (1713 – 1754)        |  |  |       |  |  |                               |  |  |                               |  |
| Theresa Maria Weld (1782 – 1832)                  |                          | Thomas Weld (1750 – 1810)         |                                           |  |  |       |  |  |                               |  |  |                               |  |
|                                                   |                          | Mary Stanley-Massey (1753 – 1830) | John Stanley-Massey-Stanley (1711 – 1794) |  |  |       |  |  |                               |  |  |                               |  |
|                                                   |                          | Mary Stanley-Massey (1753 – 1830) | John Stanley-Massey-Stanley (1711 – 1794) |  |  |       |  |  |                               |  |  |                               |  |
|                                                   |                          | Mary Stanley-Massey (1753 – 1830) | Mary Clifton (1730 – 1770)                |  |  |       |  |  |                               |  |  |                               |  |
| Roger William Bede Vaughan (1834 – 1883)          |                          | Mary Stanley-Massey (1753 – 1830) |                                           |  |  |       |  |  |                               |  |  |                               |  |
|                                                   | John Rolls (1735 – 1801) | Aaron Rolls (? – 1764)            |                                           |  |  |       |  |  |                               |  |  |                               |  |
|                                                   | John Rolls (1735 – 1801) | Aaron Rolls (? – 1764)            |                                           |  |  |       |  |  |                               |  |  |                               |  |
|                                                   | John Rolls (1735 – 1801) | Elizabeth (? – ?)                 |                                           |  |  |       |  |  |                               |  |  |                               |  |
| John Rolls of The Hendre (1776 – 1837)            | John Rolls (1735 – 1801) |                                   |                                           |  |  |       |  |  |                               |  |  |                               |  |
|                                                   |                          | Sarah Coysh (1742 – 1801)         | Thomas Coysh (? – ?)                      |  |  |       |  |  |                               |  |  |                               |  |
|                                                   |                          | Sarah Coysh (1742 – 1801)         | Thomas Coysh (? – ?)                      |  |  |       |  |  |                               |  |  |                               |  |
|                                                   |                          | Sarah Coysh (1742 – 1801)         | …                                         |  |  |       |  |  |                               |  |  |                               |  |
| Elizabeth Louise Rolls (1810 – 1853)              |                          | Sarah Coysh (1742 – 1801)         |                                           |  |  |       |  |  |                               |  |  |                               |  |
|                                                   |                          | Jacob Barnet (? – ?)              | …                                         |  |  |       |  |  |                               |  |  |                               |  |
|                                                   |                          | Jacob Barnet (? – ?)              | …                                         |  |  |       |  |  |                               |  |  |                               |  |
|                                                   |                          | Jacob Barnet (? – ?)              | …                                         |  |  |       |  |  |                               |  |  |                               |  |
| Martha Maria Barnet (? – 1858)                    |                          | Jacob Barnet (? – ?)              |                                           |  |  |       |  |  |                               |  |  |                               |  |
|                                                   |                          | …                                 | …                                         |  |  |       |  |  |                               |  |  |                               |  |
|                                                   |                          | …                                 | …                                         |  |  |       |  |  |                               |  |  |                               |  |
|                                                   |                          | …                                 | …                                         |  |  |       |  |  |                               |  |  |                               |  |
|                                                   |                          | …                                 |                                           |  |  |       |  |  |                               |  |  |                               |  |